# Війна з бідністю

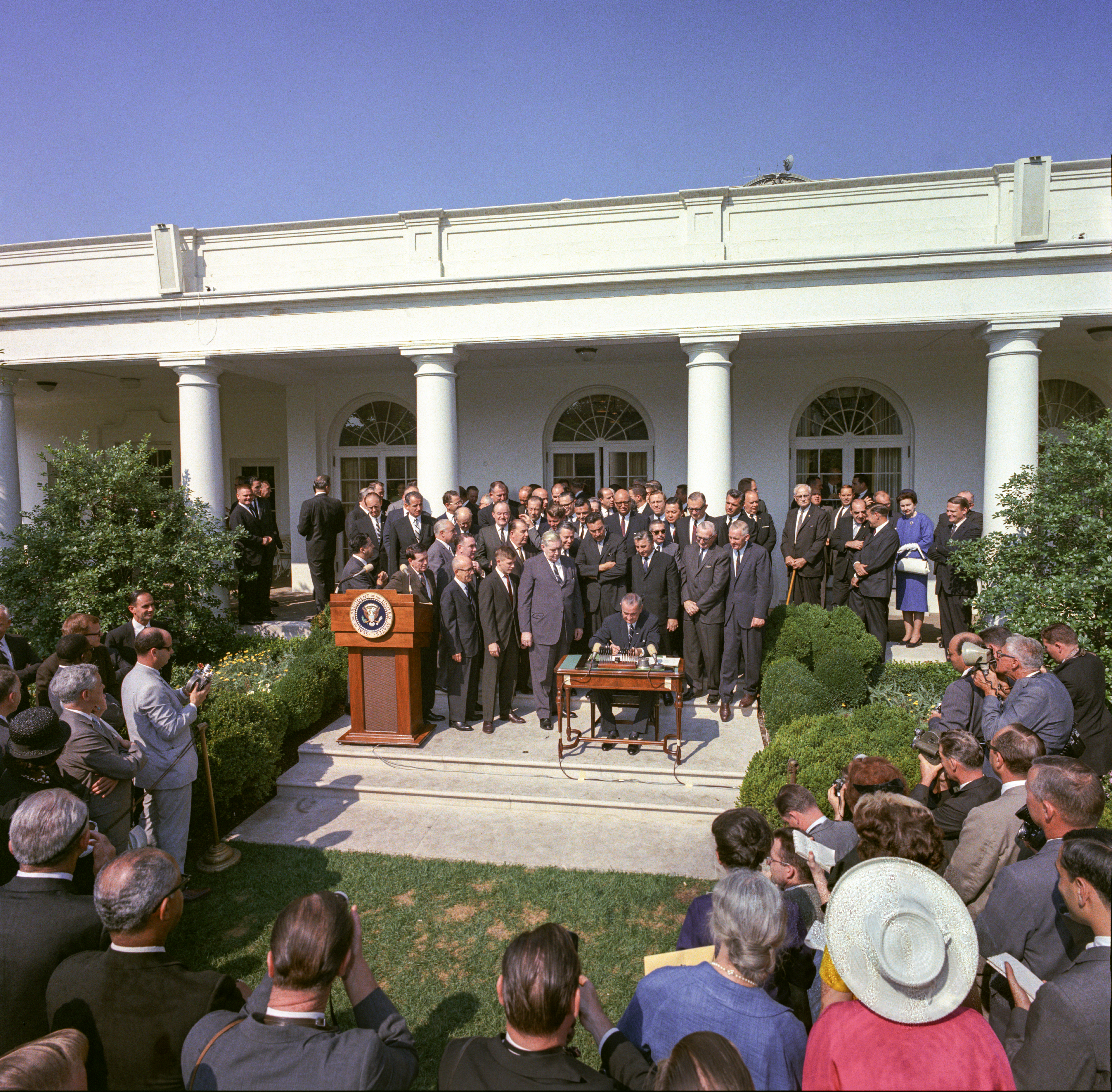
Президент США Ліндон Джонсон підписує Закон про економічні можливості (Economic Opportunity Act) 1964 року

Із промови Ліндона Джонсона під час звернення «Про становище країни» 8 січня 1964:
«На жаль, багато американців живуть майже поза межами надії — деякі через свою бідність, інші через свій колір шкіри, а надто багато через те й інше. Наше завдання — допомогти замінити їхній відчай можливістю. [Моя президентська] адміністрація сьогодні, тут і зараз, оголошує безумовну війну бідності в Америці. Я закликаю цей Конгрес і всіх американців приєднатися до мене у цих зусиллях. Це не буде коротка чи легка боротьба, будь-якої зброї чи стратегії не буде достатньо, але ми не заспокоїмося, доки цю війну не буде виграно. Найбагатша нація на землі може дозволити собі виграти її».
«Війна з бідністю» (англ. War on Poverty) — неофіційна назва для законів, уперше запропонованих президентом Сполучених Штатів Америки Ліндоном Джонсоном під час щорічного звернення «Про становище країни» 8 січня 1964 року, метою яких була боротьба з бідністю.
«Війна з бідністю» була частиною ширших внутрішньополітичних реформ, ініційованих Джонсоном, відомих як «Велике суспільство» (англ. The Great Society). На той момент рівень бідності у США становив 19 %, і задекларованою метою президента було «не тільки полегшити симптоми бідності, але й вилікувати її і, перш за все, запобігти їй».
У межах кампанії Конгрес США прийняв низку заходів для боротьби з бідністю, зокрема Закон про економічні можливості (англ. Economic Opportunity Act) 1964 року. Закон, серед іншого, запровадив програми для створення робочих місць для молоді та підвищення доступу для освіти серед незаможних сімей. Також у межах кампанії були прийняті Закон про талони на харчування (англ. Food Stamp Act) 1964 року та Закон про початкову та середню освіту (англ. Elementary and Secondary Education Act) 1965 року. Запроваджені за президентства Ліндона Джонсона програми Медікер та Медикейд суттєво підвищили доступ до медичних послуг.
Хоча чимало із започаткованих у межах «Війни з бідністю» програм залишаються актуальними задовго після завершення кампанії та президентства Ліндона Джонсона (зокрема талони на харчування, Медікер та Медикейд), вона неоднозначно оцінювалася сучасниками та дослідниками — консерватори критикували її за занадто сильне втручання держави в економіку, а ліберальні критики вважали, що вона була недостатньо амбітною. Конкретний рівень впливу «Війни з бідністю» залишається предметом дискусій; утім, загалом вона допомогла суттєво знизити рівень бідності у США і, за визначенням енциклопедії «Британніка», «ознаменувала собою переломний момент в американському політичному дискурсі».